# Enikő Győri
Enikő Győri (Budapest, 17 de julio de 1968) es una economista, diplomática y política conservadora húngara.
Es miembro electo del partido político Fidesz al Parlamento Europeo (2009-2010; 2019-act.).
Dejó el Parlamento Europeo el 31 de agosto de 2010 para ocupar el cargo de Secretaria de Estado de Asuntos Europeos en Hungría.

## Carrera

### Estudios
En 1992, obtuvo una licenciatura en economía de la Universidad Corvinus de Budapest, especializándose en relaciones internacionales. En el año 2000 obtuvo el doctorado de la misma institución.
En 1997 participó en el curso ofrecido por la École National d'Administration (ENA).
Realizó prácticas en Estados Unidos, Bélgica, Francia, México y España, en la Asamblea Nacional Francesa (1998), en el Consejo de Europa (1998) y en la Comisión Europea (1995).

### Empleos
De 1992 a 1999, fue asesora y asesora principal del Comité de Asuntos de la Unión Europea del Parlamento de Hungría y, simultáneamente, de 1994 a 1999, fue secretaria del Comité Parlamentario de la Asociación Unión Europea-Hungría. De 1999 a 2003, fue la embajadora de Hungría en Roma. Desde 2003, ha sido la jefa de gabinete del grupo de trabajo de la UE del partido Fidesz del Parlamento, y desde 2004 ha estado enseñando ciencias políticas en la Facultad de Estado y Derecho de la Universidad Eötvös Loránd. Desde 2005, ha sido miembro de la Comisión de Asuntos Económicos y Monetarios del Parlamento Europeo, desde el 1 de septiembre de 2010, Secretaria de Estado de Asuntos Europeos del Ministerio de Relaciones Exteriores responsable del programa de la Presidencia húngara de la UE, y desde 2014, ha sido titular de la Embajada de Hungría en Madrid como embajadora, su mandato finalizó el 30 de junio de 2019.

## Trabajos
- A Földközi-tenger lovagjai, avagy A legkisebb szigetország az Unióban. Málta (en español: Caballeros del Mediterráneo, o El país insular más pequeño de la Unión. Malta); TLI Külpolitikai Tanulmányok Központja, Bp., 2004 (TLI tanulmányok)
- A nemzeti parlamentek és az Európai Unió (en español: Los parlamentos nacionales y la Unión Europea); Osiris, Bp., 2004 (Osiris tankönyvek)
- Győri Enikő–Bakos Piroska–Gál Helga: Ezt főztük (ki) Európának (en español: Esto es lo que cocinamos para Europa); Heti Válasz, Bp., 2012
- Deákné Orosz Zsuzsa–Győri Enikő–Huszka Klára: Fogyatékos emberek szociális segítése. Adaptációs kézikönyv középiskolában dolgozó pedagógusok számára (en español: Asistencia social para personas con discapacidad.  Manual de adaptación para profesores que trabajan en escuelas secundarias); Fogyatékos Személyek Esélyegyenlőségéért Közhasznú Nonprofit Kft., Bp., 2014